# 시스탄오발루체스탄주

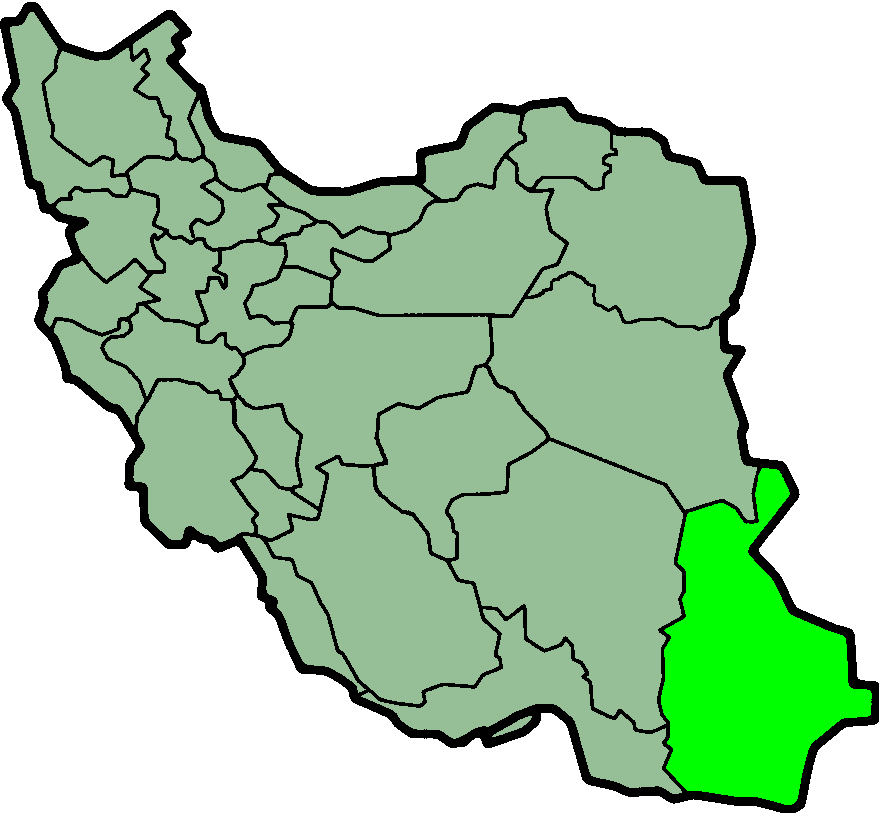
시스탄예발루체스탄주

시스탄오발루체스탄주(페르시아어: استان سیستان و بلوچستان)는 이란의 한 주이다. 주도는 자헤단.

## 위치
서쪽은 호르모즈간주, 케르만주와 북쪽은 호라산에조누비주, 동쪽은 파키스탄의 발루치스탄주가 접해 있다.

## 인구와 면적
면적은 181,785 km2(이란 31개주 중 최대)이고, 인구는 2,290,076명이고, 인구밀도는 12.6명/km2이며, 주로 발루치족이 산다.

## 같이 보기
- 발루치족
- 시스탄
- 발루치스탄
- 발루치스탄주

| 연도        | 인구      | ±%     |
| ----------- | --------- | ------ |
| 1996        | 1,722,579 | —      |
| 2006        | 2,405,742 | +39.7% |
| 2011        | 2,534,327 | +5.3%  |
| 2016        | 2,775,014 | +9.5%  |
| amar.org.ir |           |        |